# Bathybembix abyssorum
Bathybembix abyssorum is een slakkensoort uit de familie van de Eucyclidae. De wetenschappelijke naam van de soort is voor het eerst geldig gepubliceerd in 1891 door E. A. Smith.